# Скляний меч
«Скляний меч» (англ. Glass Sword) – роман автора фентезі та сценариста Вікторії Авеярд, бестселер New York Times, сіквел до книги «Багряна королева». Вперше опублікована 9 лютого 2016 року. У 2018 перекладена українською мовою видавництвом «Наш формат» (перекладач – Ярослава Стріха).

## Огляд книги
«Я була народжена, щоб вбити короля та завершити правління терору, яке в дійсності ще цілком не розпочалось...» 
Якщо і є річ, в якій впевнена Мара Бароу, то це те, що вона інша…
Захоплююча друга частина з серії книг «Багряна королева» поєднує в собі драму, інтригу та роман. З виду Мара схожа на інших людей, але її надможливості – сила контролювати блискавку, перетворили її на зброю, яку намагається взяти під контроль королівська влада. Коли головна героїня намагається втекти від принца Мавена – друга, який її зрадив, вона виявляє, що не є однією у своєму роді. Переслідувана Мавеном вже в якості короля, Мара намагається відшукати воїнів червоного, щоб об’єднати сили в боротьбі зі своїми гнобителями. 
Ставши на шлях смерті, вона ризикує стати тим самим монстром, з яким веде боротьбу. Чи зуміє вона дійти до кінця та чи клеймо зрадниці не затьмарить її ім‘я назавжди? Боротьба між зростаючою повстанською армією та розділеним кров’ю світом загострюється. Це змушує Мару перебороти темряву, що проросла в її душі. 

## Переклад українською
- Авеярд, Вікторія. Скляний меч / пер. Ярослава Стріха. - К.: Наш формат. - 2017. - 376 с. - ISBN 978-617-7513-95-6